# 心宿二
心宿二（天蝎座α，α Sco，Alpha Scorpii），是距離太陽系最近的紅超巨星，也是夜空中第14亮的星（如果五車二的四合星系統中兩顆較亮的星被分別標示時，它通常會被列為第15亮星）。它與畢宿五、角宿一、和軒轅十四是靠近黃道最亮的四顆恆星，也是天蝎座內最亮的恆星，代表著"蠍子的心臟"。它是一个光变明显但緩慢的半规则变星，平均星等是+1.02。并与一个蓝色主序星组成一个目视双星系统。心宿二还是射电源。心宿二是最靠近我們的OB星協的成員中最亮、質量最大、和已演化的恆星，屬於天蝎-半人馬星協上天蝎次集團的成員，其中包括成千上萬顆平均年齡110萬年的恆星，距離約為170秒差距（550光年）。在中國，它是東方蒼龍七宿中心宿的第二顆星，所以稱為心宿二，又稱為大火。過去用来确定季节。“七月流火”即是大火星西行，天气将寒之意。

## 性質

心宿二和太陽大小的比較，太陽只是右上角的小點。黑色虛線圓圈是火星軌道的大小。心宿二右方是紅巨星大角星。

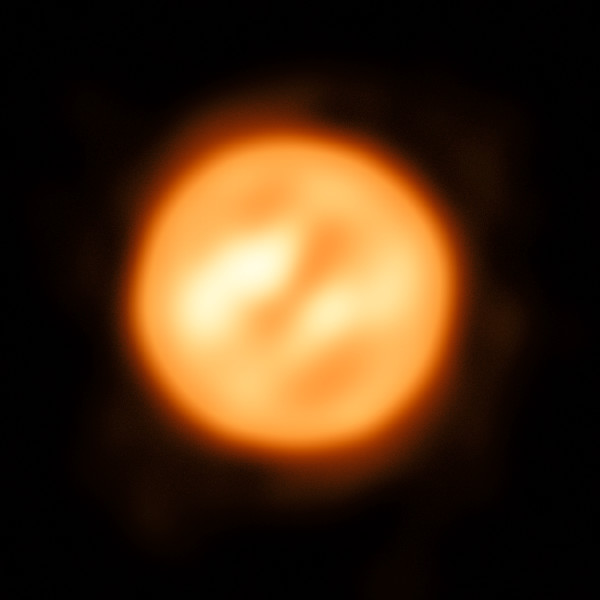
心宿二迄今最清晰的影像，由VLT攝於2017年8月

心宿二是一顆超巨星，恆星光譜類型是M1.5Iab-b。它的半徑大約是太陽半徑的883倍， 如果將它安置在太陽系的中心，它最外圍的表面將介於火星和木星的軌道之間。根據視差的測量，心宿二與地球的距離大約是550光年（170秒差距），它的視光度大約是太陽的10,000倍，但是因為這顆恆星輻射的能量大部分在光譜的紅外線部分，總光度相當於太陽的65,000倍。這顆恆星的質量範圍估計在15至18太陽質量。最近的分析，比較心宿二的有效溫度和亮度，由理論的大質量恆星演化軌跡，包括自轉和質量的損失，估計質量大約是17太陽質量，年齡是1,200萬歲。
心宿二的大小可以由視差和它的角直徑推算。它的視差在框的右邊，角直徑經由月掩星的測量是 (41.3 ± 0.1 mas)。由此導出的半徑是822 ± 80 太陽半徑。
心宿二是一顆慢不規則變星（LC型變星），視星等緩慢的從+0.88到+1.16反覆變化著。
大約在每年的5月31日前後整夜都能見到心宿二，這時它處在與太陽衝的相對位置上。在這段時間，心宿二在黃昏時東升而於黎明時西沒。在11月30日前後的2-3星期，在夜晚的天空中看不見心宿二，因為此時它位於和太陽合的位置，在北半球看不見心宿二的時間比南半球長，這是因為心宿二的緯度是在天球赤道的南方。

### 伴星

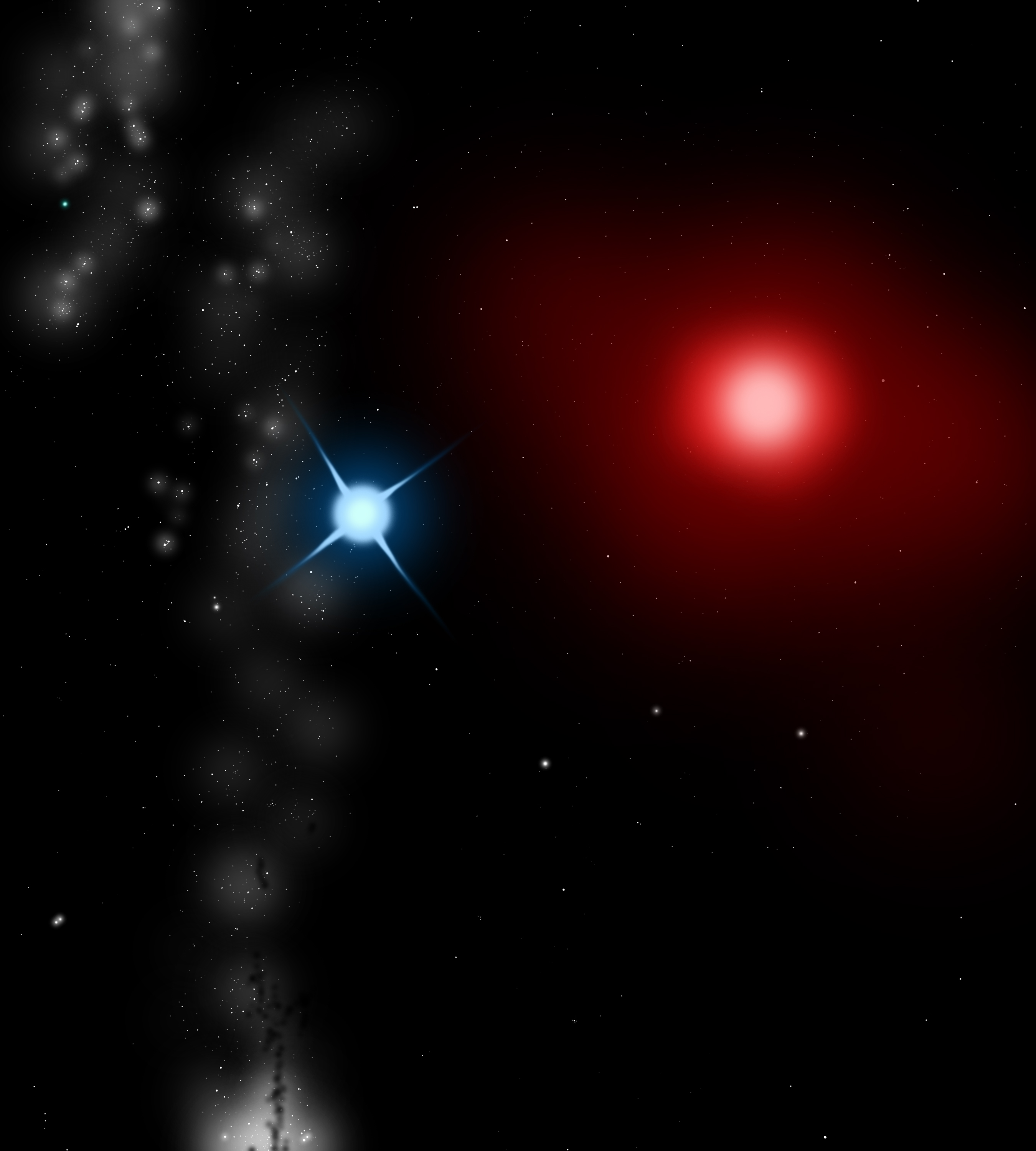
心宿二和它的伴星，心宿二B的插圖。

心宿二有第二顆星，或是說伴星，心宿二B，它與主星的角距離會改變，在1854年是3.3弧秒，到1990年成為2.86弧秒。以對心宿二的距離估計，後者等同於兩者之間分離的投影最小值為529天文單位。從光譜解釋伴星流向主星能量狀態建議伴星是在主星上方224天文單位，結合這兩者得到的距離是574天文單位。伴星的光譜類型是B2.5，而眾多的譜線表明它已經受到心宿二A噴出的物質汙染了。它的視星等為5.5等，只有心宿二視亮度的1/370，然而他的亮度仍然比太陽亮了170倍。
由於來自心宿二A的眩光，以普通的小望遠鏡通常很難看見這顆伴星，但有時可以用150 mm（5.9英寸）看見。這顆伴星的顏色經常被描述為綠色，但這可能是對比效果造成的，或是兩顆星的光混合在一起的結果，因為通過望遠鏡觀測它們時會因為太接近而不能完全的解析開來。小望遠鏡有時可以看見心宿二B數秒鐘，這是因為心宿二A被月球遮蔽而隱藏在月球後面的緣故。Johann Tobias Bürg在1819年4月13日就是在這樣的掩星情形下發現了心宿二B ，但是直到1846年它的存在才被證實。而當時有些人還認為這單純的只是心宿二的光通過月球的大氣層造成的 (當時的理論認為月球有大氣層)。當在掩星的狀況下看見心宿二B本身時，它會呈現深厚的藍色或藍綠色。 
對伴星的軌道所知非常有限，估計週期為878年。

### 在黃道上的位置
心宿二是黃道面5 °內的第4亮星，因此除了會被月球遮蔽之外，偶爾也會被金星掩蔽。上一次的金星掩心宿二發生在西元前523年；下一次將在2400年11月17日。其它的行星在上個千禧年內未曾掩蔽心宿二，在下個千禧年也不會，因為它們實際的節點和交點位置總是在心宿二的北方。在2009年7月31日，月掩心宿二的事件在南亞和中東大部分的地區都能看見。大約在每年的12月2日，太陽會在心宿二的北方5 °掠過。

## 天蝎-半人馬星協的成員
心宿二是最接近太陽系的OB星協（天蝎-半人馬星協）最亮、最重和演化最快的成員。心宿二是上天蝎部分的成員，其中包含了成千上萬的恆星，平均年齡在100萬歲，距離大約145秒差距（470光年）。

## 歷史
传说中国在4000多年前颛顼时，就设立了火正的官职专门负责观测这颗大火星。商朝主祀此星。在五行学说流行之前，火星不叫做火星。今日我们所称的火星（行星）被叫做“荧惑”，而那个时代中国古书所称的“火”星其实都是指心宿二。

## 傳統的名稱
心宿二，是這顆恆星固有的中文名稱，衍生自古希臘的名稱是，意思是「火星的敵手」，這是因為它紅色的外觀和火星這顆行星非常近似。將心宿二與火星比較，可能起源於早期的美索不達米亞天文學。但是，有些學著推測這顆恆星的名字可能是以阿拉伯在懸詩中的戰士英雄人物Antar或Antarah ibn Shaddad命名的。
- 在古老的美索不達米亞，心宿二可能有下列這些名稱：Urbat、Bilu-sha-ziri（"種子的上主"）、Kak-shisa（"繁榮的創造者"）、Dar Lugal（"國王"）、Masu Sar（"英雄和國王"）、和Kakkab Bir（"朱紅色的星"）[22]。
- 在波斯，心宿二被稱為Satevis，四顆王者之星的恆星之一[23]。
- 在印度，它與σ和τ合稱為折沙他，是「月站」（印度占星術中的二十七宿）之一。如同虜喜尼、Oldest、Seniormost或Chief。誕生時的地點和月球所在月宮的結合，會顯示權力、獨立性和危機意義[22]。
- 在中國，它稱為心宿二，只因為它是心宿的第二顆星。
- 在文藝復興的占星術，它是15顆的貝赫尼安恆星之一，代表的符號是[24]。
- 維多利亞、澳大利亞的Wotjobaluk Koori人都稱心宿二為Djuit，是Marpean-kurrk（大角星）的兒子；在它兩側的星是它的妻子。Kulin Kooris看心宿二（Balayang）是Bunjil（牛郎星）的兄弟[25]。
- 紐西蘭的毛利人稱心宿二是Rehua，蕤它是所有恆星的首領。Rehua是Puanga/Puaka（参宿七）的父親，在毛利的立法中很重要的一顆恆星。

這顆恆星的另一個名稱是"蠍子的心臟"：
- 在古代的埃及，心宿二代表蠍子女神Serket（在金字塔的繁文縟節符號是Isis）[22]。
- 心宿二也列在巴比倫星表MUL.APIN上，稱為GABA GIR.TAB，意思是"蠍子的乳房（胸部）：Lishi, Nabu"[26]。
- 是來自阿拉伯的翻譯[Qalb al-Άqrab] 错误：{{Transl}}：拉丁字母轉寫第 9 個字元「Ά」不是拉丁字母。（帮助）.[27]。這是直接從古希臘翻譯的 。
- 是直接翻譯成希臘名稱的拉丁文[22]。

## 外部連結
- A comparison of the size of Antares to other celestial objects （页面存档备份，存于）
- Exploring the Full Stellar Population of the upper Scorpius OB Association
- WikiSky上关于心宿二的内容：DSS2, SDSS, GALEX, IRAS, 氢α, X射线, 天文照片, 天图, 文章和图片